# Acció Comunista Europea
L'Acció Comunista Europea és una internacional comunista d'àmbit europeu. La xarxa fou impulsada pel Partit Comunista de Grècia (KKE) el 18 de novembre de 2023, pocs mesos després de la dissolució de l'organització predecessora Iniciativa de Partits Comunistes i Obrers.
Aquesta es va trencar fruit de diferències estratègiques i ideològiques com els posicionaments davant la guerra d'Ucraïna, la caracterització de la Xina, o la participació d'alguns partits en la nova Plataforma Mundial Antiimperialista. Així, una petita part dels partits membres de la INICIATIVA (van arribar a formar-hi part 31 organitzacions), formen una nova estructura auspiciada pel KKE, l'únic partit amb representació al Parlament Europeu i al seu parlament nacional.

## Membres
| Estat         | Partit | Eurodiputats | Diputats |
| ------------- | --- | ------------ | -------- |
| Àustria       | Partit del Treball d'Àustria (PdA, Partei der Arbeit Österreichs)                                                                   | -            | -        |
| Espanya       | Partit Comunista dels Treballadors d'Espanya (PCTE, Partido Comunista de los Trabajadores de España)                                | -            | -        |
| Finlàndia     | Partit Comunista dels Treballadors - Per la Pau i el Socialisme (KTP, Kommunistinen Työväenpuolue – Rauhan ja Sosialismin Puolesta) | -            | -        |
| França        | Partit Comunista Revolucionari de França (PCRF, Parti communiste révolutionnaire de France)                                         | -            | -        |
| Grècia        | Partit Comunista de Grècia (KKE, Kommounistikó Kómma Elládas)                                                                       | 2 / 21       | 21 / 300 |
| Irlanda       | Partit dels Treballadors d'Irlanda (Páirtí na nOibrithe)                                                                            | -            | -        |
| Itàlia        | Front Comunista (FC, Fronte Comunista)                                                                                              | -            | -        |
| Països Baixos | Nou Partit Comunista dels Països Baixos (NPCN, Nieuwe Communistische Partij Nederland)                                              | -            | -        |
| Suècia        | Partit Comunista de Suècia (SKP, Sveriges Kommunistiska Parti)                                                                      | -            | -        |
| Suïssa        | Partit Comunista Suís (PC, Parti Communiste Suisse)                                                                                 | -            | -        |
| Turquia       | Partit Comunista de Turquia (TKP, Türkiye Komünist Partisi)                                                                         | -            | -        |
| Ucraïna       | Unió de Comunistes d'Ucraïna (SKU, Soyuz komunistiv Ukrayini)                                                                       | -            | -        |